# Transkriptionssystem der chinesischen Post

Postalische Karte von Shanghai 1930

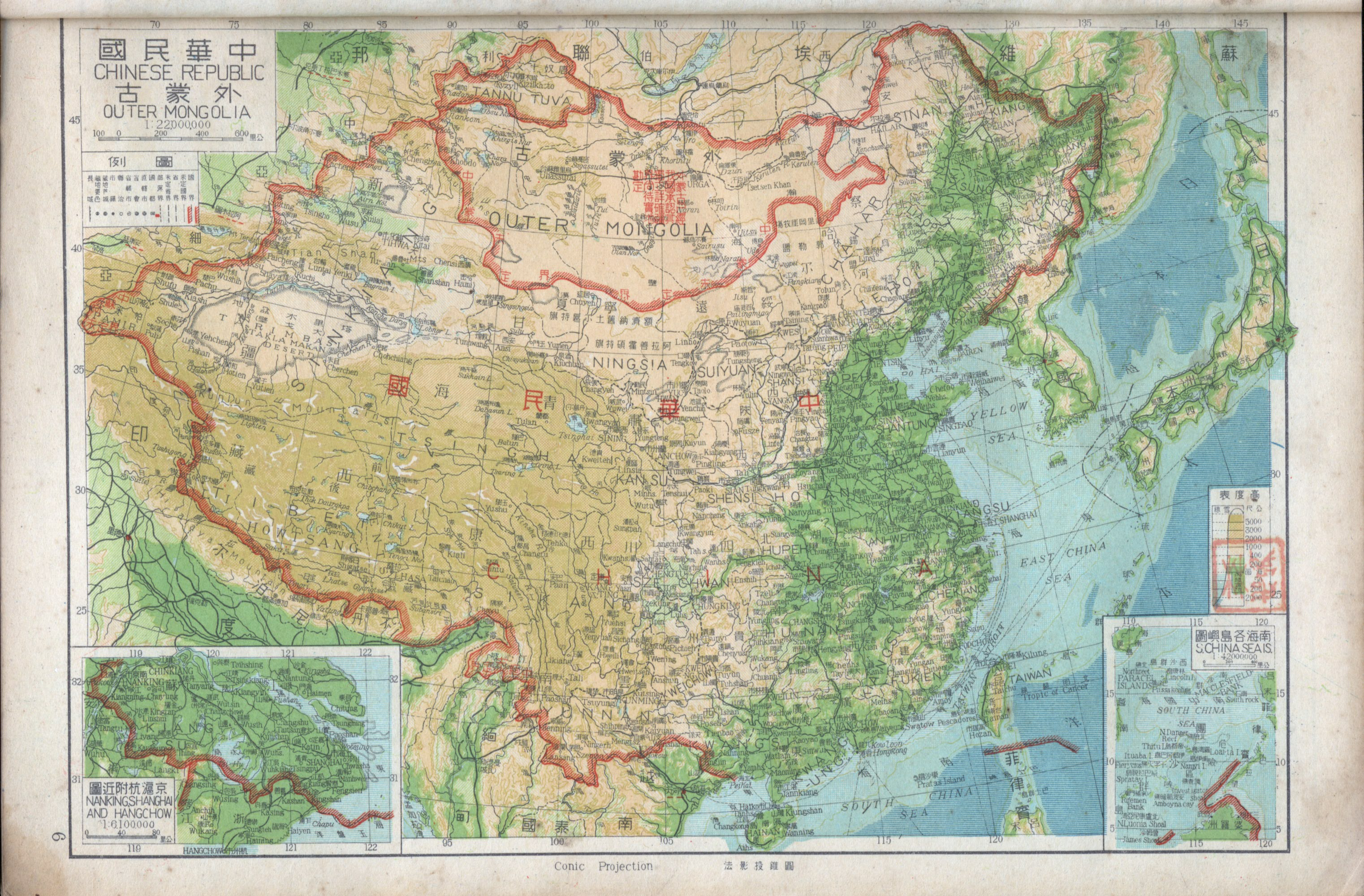
Karte der Republik China (mit den von ihr beanspruchten Gebieten) aus dem Jahr 1947

Das Transkriptionssystem der chinesischen Post (chinesisch 郵政式拼音 / 邮政式拼音, Pinyin Yóuzhèngshì Pīnyīn, W.-G. Yu2-cheng4-shih4 P'in1-yin1) war bis 2002 das Transkriptionssystem für chinesische Ortsnamen, das in der späten Qing-Dynastie in Gebrauch kam und offiziell durch die Kaiserliche Gemeinsame Postkonferenz (帝國郵電聯席會議 / 帝国邮电联席会议,  Dìguó Yóudiàn Liánxí Huìyì), die in Shanghai im Frühjahr 1906 stattfand, sanktioniert wurde. Dieses Transkriptionssystem wurde nach dem Untergang der Qing-Dynastie (1912) beibehalten, und da es seither im offiziellen Postatlas der Republik China in Gebrauch war, blieb es bis weit ins 20. Jahrhundert hinein der übliche Weg, chinesische Ortsnamen im Westen durch Kartografen umzusetzen.
Nach Gründung der Volksrepublik China, der Ablösung der Republik China durch sie bei den Vereinten Nationen 1972 und der Verwendung von Pinyin als internationalem Standard 1982 durch die ISO wurde das Transkriptionssystem der chinesischen Post teilweise durch Pinyin für hochchinesische Ortsnamen und SASM/GNC-Transkription für Ortsnamen ethnischer Minderheitensprachen ersetzt, was mittlerweile fast weltweit akzeptiert ist.
Das System baute auf dem älteren Wade-Giles auf, ebenfalls einem System zur phonetischen Umschrift in lateinische Schrift. Auch dieses System wurde bei der Post verwendet, insbesondere bei Ortsnamen im offiziellen Postatlas, Briefen und Briefmarken. Es verwendet einige seinerzeit übliche europäische Bezeichnungen von chinesischen Orten, die Vorrang vor der Wade-Giles-Schreibung hatten, und umfasst einige dialektale und historische Aussprachen.
Hauptunterschiede zu Wade-Giles sind u. a.:
- Vollständiges Fehlen diakritischer und Betonungszeichen (Akzente/Tonzeichen).
- Chi, ch’i, und hsi (Pinyin ji, qi, und xi) werden entweder durch tsi, tsi und si oder durch ki, ki und hi dargestellt, abhängig von der historischen Aussprache, beispielsweise:
  - Changkiang (Ch'ang-chiang, Changjiang)
  - Chungking (Ch’ung-ch’ing, Chongqing)
  - Peking (Pei-ching, Beijing)
  - Shansi (Shan-hsi, Shanxi)
  - Tientsin (T’ien-chin, Tianjin)
  - Tsinan (Chi-nan, Jinan)
- das Wade-Giles u wird w, außer es ist der einzige Vokal, beispielsweise:
  - Ankwo (An-kuo, Anguo)
  - Kinchow / Chinchow (Chin-chou, Jinzhou)
  - Soochow (Su-chou, Suzhou)
- Ortsnamen aus den Gebieten Guangdong, Guangxi und Fujian werden aus den lokalen Dialekten transkribiert, z. B. Hokkien, Teochew, Kantonesisch (Transkriptionssysteme ebenfalls entnommen aus Giles’ A Chinese-English Dictionary).
  - Amoy (Hsia-mên, Xiamen)
  - Changchew (Chang-chou, Zhangzhou)
  - Chinchew (Ch’üan-chou, Quanzhou)
  - Quemoy (Chin-mên, Jinmen, Kinmen)
  - Swatow (Shan-t’ou, Shantou)
  - Teochew (Ch’ao-chou, Chaozhou)
- Weitverbreitete bereits vorher existierende (aus dem 19. Jahrhundert oder früher) europäische Namen für Orte in China werden beibehalten, wie beispielsweise die Namen der Vertragshäfen, z. B.:
  - Canton (Kuang-chou, Guangzhou)

Weitere orthografische Besonderheiten umfassen:
- hs- wird sh- or -s, beispielsweise Kishien (aus Chi-hsien, Jixian)
- -ê (schwa) und -ei werden beide zu -eh, beispielsweise Chengteh (aus Ch’eng-te, Chengde) und Pehkiao (aus Pei-ch’iao, Beiqiao). -ê kann gelegentlich auch -e or -ei sein.
- Finales u wird manchmal -uh, beispielsweise Wensuh (aus Wen-su, Wensu)